# Thilo Sarrazin

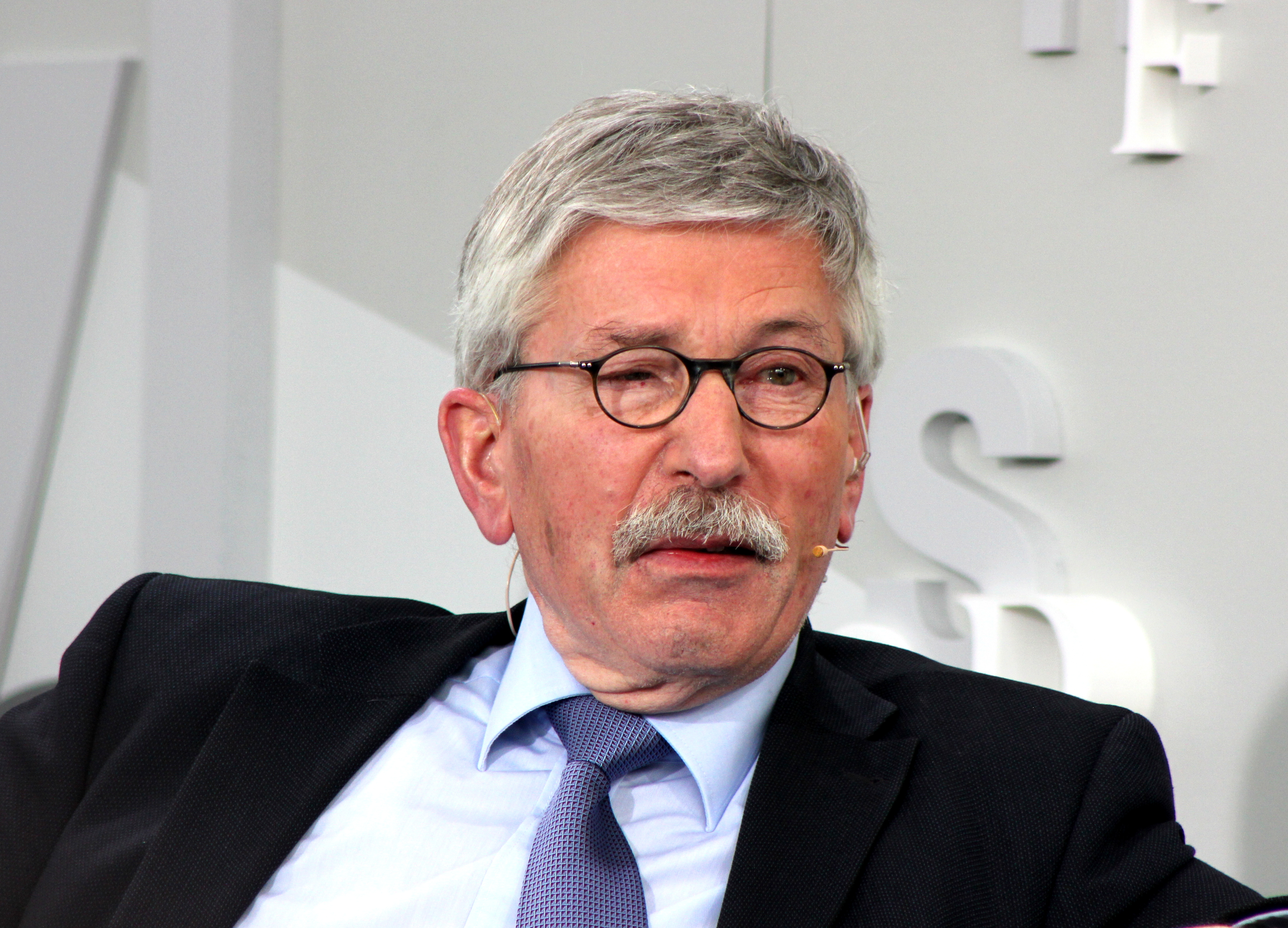
Thilo Sarrazin (2014)

Thilo Sarrazin (* 12. Februar 1945 in Gera) ist ein deutscher Volkswirt, Autor und Politiker (parteilos, zuvor SPD). Von 1975 bis 2010 war er im öffentlichen Dienst tätig und von 2000 bis 2001 in leitender Position bei der Deutschen Bahn AG. Von 2002 bis April 2009 war Sarrazin für die SPD Finanzsenator im Berliner Senat und anschließend bis Ende September 2010 Mitglied des Vorstands der Deutschen Bundesbank.
Sarrazins kontroverse Thesen zur Finanz-, Sozial-, Migrations- und Bevölkerungspolitik stießen bereits verschiedene gesellschaftliche Diskussionen an. Nachdem Sarrazin mit Ratschlägen an Hartz-IV-Empfänger überregional bekannt geworden war und mit Deutschland schafft sich ab 2010 einen umstrittenen Bestseller geschrieben hatte, schied er aus dem Bundesbankvorstand aus.
Sarrazin war in den Jahren 1973 bis 2020 Mitglied der SPD. Am 31. Juli 2020 hat die Bundesschiedskommission der SPD Sarrazin im Zuge eines dritten Parteiordnungsverfahrens wirksam aus der Partei ausgeschlossen.

## Werdegang
Thilo Sarrazin, ältestes von vier Kindern des Arztes und Schriftstellers Hans Christian Sarrazin (1914–2013) und der Künstlerin Mechthild Sarrazin, geb. von Fischer (1920–2014), wurde in der Endphase des Zweiten Weltkriegs in Gera geboren, wo seine Mutter – Tochter eines westpreußischen Gutsbesitzers – auf der Flucht aus den deutschen Ostgebieten vorübergehend bei Verwandten untergekommen war. Er wuchs in Recklinghausen auf und machte 1965 am dortigen altsprachlichen Gymnasium Petrinum das Abitur. Nach dem Wehrdienst studierte er von 1967 bis 1971 Volkswirtschaftslehre an der Universität Bonn, arbeitete dort anschließend als Assistent am Institut für Industrie- und Verkehrspolitik und wurde 1973 bei Fritz Voigt an der Rechts- und Staatswissenschaftlichen Fakultät zum Dr. rer. pol. promoviert. In seiner Dissertation behandelte er wissenschaftstheoretische Probleme der Wirtschaftsgeschichte aus dem Blickwinkel des Kritischen Rationalismus. Von November 1973 bis Dezember 1974 war Sarrazin wissenschaftlicher Angestellter der Friedrich-Ebert-Stiftung. In dieser Zeit trat er der Sozialdemokratischen Partei Deutschlands bei.
Ab 1975 war Sarrazin im öffentlichen Dienst des Bundes tätig, von 1975 bis 1978 als Referent im Bundesministerium der Finanzen (1977 Abordnung zum IWF nach Washington, D.C.), anschließend bis 1981 als Referatsleiter im Bundesministerium für Arbeit und Sozialordnung, ab 1981 erneut im Bundesfinanzministerium. Im Zeitraum 1978–1982 war er als Redenschreiber für Hans Apel tätig. Von Oktober 1981 an war er dort Büroleiter und enger Mitarbeiter von Bundesfinanzminister Hans Matthöfer und dessen Nachfolger Manfred Lahnstein. Nach Ende der sozialliberalen Koalition im Oktober 1982 blieb Sarrazin im Bundesfinanzministerium, wo er zeitweise für den Bereich Schienenverkehr zuständig war und nacheinander mehrere Referate leitete, darunter 1989 bis 1990 das Referat Innerdeutsche Beziehungen, das die deutsch-deutsche Währungs-, Wirtschafts- und Sozialunion zusammen mit dem damaligen Bundesminister Theo Waigel und Staatssekretär Horst Köhler vorbereitete. Von 1990 bis 1991 arbeitete Sarrazin für die Treuhandanstalt. Bis 1997 war er Staatssekretär im Ministerium der Finanzen Rheinland-Pfalz, danach Vorsitzender der Geschäftsführung der Treuhandliegenschaftsgesellschaft (TLG IMMOBILIEN).
Von 2000 bis Dezember 2001 war er bei der Deutschen Bahn, von Januar 2002 bis April 2009 Berliner Senator für Finanzen und von Mai 2009 bis September 2010 Vorstandsmitglied der Deutschen Bundesbank.
Infolge der Operation eines gutartigen Tumors an Nerven des Innenohrs im August 2004 ist seine rechte Gesichtshälfte teilweise gelähmt.
Sarrazin ist seit 1974 verheiratet mit der Grundschullehrerin Ursula Sarrazin geb. Breit (* 1951), Tochter des ehemaligen DGB-Vorsitzenden Ernst Breit, und hat zwei Söhne.
Im Dezember 2016 wählte das Magazin Cicero Sarrazin auf Platz fünf seiner Liste der wichtigsten deutschen Intellektuellen.

### Deutsche Bahn AG
Zwischen Frühjahr 2000 und Dezember 2001 war Sarrazin bei der Deutschen Bahn beschäftigt, zunächst vier Monate als Leiter der Konzernrevision und ab 1. September 2000 als Vorstandsmitglied der DB Netz, zuständig für Planung und Investitionen. Der Aufsichtsrat der Deutschen Bahn AG stimmte seiner Abberufung im November 2001 zu. Er wurde bei vollen Bezügen bis zum Vertragsende 2005 vom Dienst freigestellt. Laut Angaben des ehemaligen Vorstandsvorsitzenden der Deutschen Bahn AG, Hartmut Mehdorn, sei Sarrazin das einzige Vorstandsmitglied gewesen, von dem er sich während seiner Zeit bei der DB AG habe trennen müssen. Als Grund führt er an, Sarrazin habe sich nicht an gemeinsame Beschlüsse gehalten.
Sarrazin gilt als maßgeblicher Entwickler des Volksaktienmodells der Deutschen Bahn, das die Ausgabe von stimmrechtslosen Volksaktien vorsah, um das Mitspracherecht privater Investoren zu begrenzen und das Modell der Kapitalprivatisierung der Deutschen Bahn zu Fall zu bringen. Er gilt als Befürworter einer Ausrichtung der Bahn auf Wirtschaftlichkeit gemäß einer Kosten-Wirksamkeits-Analyse. Sein Verhältnis zu Mehdorn wird als „Dauerfeindschaft“ beschrieben.
Nach Sarrazins Entlassung aus dem Vorstand der DB Netz AG unterlag er 2007 als Berliner Finanzsenator vor dem Bundesgerichtshof in einem Prozess um die Fortsetzung seines Arbeitsverhältnisses und daraus folgender Gehalts- oder Abfindungsansprüche.

### Berliner Senator für Finanzen
Im Januar 2002 wurde Sarrazin Senator für Finanzen im Senat Wowereit II; ab 2006 gehörte er in gleicher Funktion auch dem nachfolgenden Senat Wowereit III an.
Bei seinem Amtsantritt verzichtete Sarrazin öffentlichkeitswirksam auf Senatorenbezüge und wollte den Haushalt Berlins als „One-Dollar-Man“ sanieren. Die doppelt so hohen Bezüge aus seinem ruhenden Dienstverhältnis bei der Deutschen Bahn (DB) sollten seiner Auffassung nach jedoch weitergezahlt werden. Die Deutsche Bahn lehnte die Gehaltsfortzahlung unter Verweis auf das Berliner Senatorengesetz und mit der Begründung ab, dass ein Senator keine anderweitigen Entgelte beziehen dürfe, um seine Unabhängigkeit zu gewährleisten. Der Arbeitsvertrag mit Sarrazin war nach Auffassung der DB rechtswirksam gekündigt worden, weil der Senator es versäumt habe, die Zustimmung des Bahn-Aufsichtsrats zu seiner Berufung in den Senat einzuholen. Das Landgericht Frankfurt am Main wies eine entsprechende Klage Sarrazins auf Gehaltsfortzahlung durch die DB am 19. Juni 2002 ab.
Sarrazin hielt an der klassischen Kameralistik für die Haushaltsführung kommunaler Behörden fest. Materiell führte er eine strenge Spar- und Haushaltspolitik durch. 2007 kam es zum ersten Mal in der Geschichte des Landes Berlin zu einem Haushaltsüberschuss (80 Millionen EUR).
Mit 46 Nebentätigkeiten war Sarrazin im Juni 2008 das Senatsmitglied mit den meisten Nebentätigkeiten. Er war unter anderem Mitglied des Aufsichtsrats der Berliner Verkehrsbetriebe, der Charité, der Investitionsbank Berlin und der Vivantes GmbH.
Im Rahmen der Tempodrom-Affäre wurde ihm vorgeworfen, Landesgelder regelwidrig vergeben zu haben. Die Staatsanwaltschaft erhob im November 2004 Anklage. Gegen den ermittelnden Oberstaatsanwalt reichte Sarrazin eine Dienstaufsichtsbeschwerde ein. Das Landgericht Berlin lehnte im Dezember 2004 die Eröffnung eines Hauptverfahrens wegen Unschlüssigkeit ab.
Sarrazin wusste schon 2006 von der rechtswidrigen Vergabepraxis bei Aufträgen der landeseigenen HOWOGE Wohnungsbaugesellschaft und billigte sie. Diese hatte in den Jahren von 2002 bis 2009 in 18 Fällen Planungsaufträge nicht ausgeschrieben, sondern direkt vergeben. Einer der Hauptauftragnehmer war das Ingenieurbüro des SPD-Politikers Ralf Hillenberg. Nach Bekanntwerden der Verstöße wurden die beiden Geschäftsführer der HOWOGE, die wie Hillenberg SPD-Mitglieder waren, fristlos entlassen. Ein Untersuchungsausschuss des Parlaments befasste sich mit dem Vorgang; die Opposition bemängelte parteiinternen Filz, während die SPD-geführte Regierungskoalition keine Versäumnisse im rechtlichen Sinn erkannte.
Im Jahr 2007 genehmigte Sarrazin als Aufsichtsratsvorsitzender der Berliner Verkehrsbetriebe BVG fahrlässig ein riskantes Spekulationsgeschäft, das er nicht vollständig verstand. In der Aufsichtsratssitzung vom 25. April 2007 dauerte die Behandlung des Punktes des Geschäfts, das eine Collateralized Debt Obligation (CDO) von JP Morgan beinhaltete, inklusive Abstimmung nur vier Minuten. Nur ein Aufsichtsratsmitglied sprach eine fehlende Stellungnahme zu Risiken durch BVG-Anwälte an. Sarrazin forderte eine sofortige Abstimmung. Ohne Gegenstimme, bei Enthaltung durch die Arbeitnehmervertreter, wurde das Geschäft genehmigt. Im Jahr 2008 führte es zu einem Verlust von 204 Mio. EUR. In einer Klageschrift gegen die Bank JP Morgan führt die BVG vor einem Londoner Gericht aus, dass derartige Geschäfte ihr als Anstalt des öffentlichen Rechts durch Gesetz und Satzung verboten und daher nichtig seien. Strafrechtlich ist der Vorgang nach fünf Jahren verjährt. Schadensersatzforderungen gegen die Geschäftsführung und den Aufsichtsrat der BVG werden vom Berliner Senat geprüft.
Im Jahr 2008 entgingen dem Land Berlin bei der Verpachtung eines landeseigenen Grundstücks an den Golf- und Landclub Berlin-Wannsee e. V. Mehreinnahmen von drei Millionen Euro, als Sarrazin eigenmächtig auf eine Nachbesserungsklausel bei Verlust der Gemeinnützigkeit verzichtete. Zuvor hatte das Berliner Landesparlament den Verkauf des Grundstücks für 3,8 Mio. EUR an den Golfclub abgelehnt. Parlament und Steuerzahlerbund kritisierten den Vorgang. Staatsanwaltschaft und Senat schlossen eine strafrechtliche Begünstigung durch Thilo Sarrazin aus.
Zum 30. April 2009 legte Sarrazin sein politisches Amt nieder, um in den Vorstand der Bundesbank zu wechseln; sein Nachfolger im Amt des Berliner Senators für Finanzen wurde Ulrich Nußbaum.

### Mitglied des Vorstands der Deutschen Bundesbank
Die Berufung in den Vorstand der Deutschen Bundesbank erfolgte auf Initiative des Landes Berlin, gegen den Willen des Bundesbankpräsidenten Axel A. Weber.
Aufgrund seines Auftretens verweigerte der Bundesbankvorstand dem neuen Mitglied Sarrazin internationale Aufgaben; ihm wurden lediglich die Aufgabengebiete über Bargeld, Risiko-Controlling und Informationstechnologie zugeteilt. Später erzählte Sarrazin: „Als Bundesbanker war die Arbeit der Woche nach eineinhalb Tagen dienstagmittags getan.“ So widmete er sich – auch unter Einsatz von Bundesbankpersonal – seinen außerdienstlichen Angelegenheiten als Lehrbeauftragter an der Verwaltungshochschule in Speyer und Buchautor.
Als im Mai 2009 ein provokantes Interview mit Thilo Sarrazin zu bankfremden Themen im Wochenmagazin Stern erschien, distanzierte sich die Bundesbank umgehend von den Äußerungen ihres Vorstandsmitglieds.
Äußerungen Sarrazins über arabische und türkische Einwanderer in einem Interview gegenüber der Kulturzeitschrift Lettre International wurden seitens der Bundesbank am 30. September 2009 missbilligt. Die Bank distanzierte sich „entschieden in Inhalt und Form“ von den „diskriminierenden Äußerungen“ Sarrazins. Am 1. Oktober 2009 reagierte Sarrazin mit einer persönlichen Mitteilung. Es sei nicht seine Absicht gewesen, einzelne Volksgruppen zu diskreditieren. Er versprach, in Zukunft „bei öffentlichen Äußerungen mehr Vorsicht und Zurückhaltung“ walten zu lassen. Bundesbankpräsident Axel Weber stellte am 3. Oktober 2009 öffentlich fest, für die Bundesbank sei ein Reputationsschaden entstanden, der schnell behoben werden müsse. Das wurde als indirekte Rücktrittsaufforderung an Sarrazin interpretiert. Als dieser ablehnte, entzog der Vorstand ihm das Ressort Bargeld. Sarrazin verblieben die Geschäftsbereiche Risiko-Controlling und Informationstechnologie; im Mai 2010 kam der Bereich Revision hinzu.
In Zusammenhang mit der Debatte um das Buch Deutschland schafft sich ab geriet Sarrazin Ende August 2010 erneut unter Druck. Die Bank warf ihm vor, er habe mit seinen provokanten und diskriminierenden Äußerungen, „insbesondere zu Themen der Migration“, „fortlaufend und in zunehmend schwerwiegendem Maße“ das Gebot der politischen Mäßigung verletzt und dem Ansehen der Institution Schaden zugefügt. Auch seien die abwertenden Äußerungen geeignet, den Betriebsfrieden erheblich zu beeinträchtigen, zumal zahlreiche Mitarbeiter einen Migrationshintergrund hätten. Ein freiwilliges Ausscheiden lehnte Sarrazin zunächst ab. Am 2. September 2010 beantragte der Vorstand der Deutschen Bundesbank beim Bundespräsidenten, Sarrazin als Vorstand abberufen zu lassen; zugleich wurden ihm mit sofortiger Wirkung seine Geschäftsbereiche entzogen. Zwei Tage später warnte Sarrazin den nun in der Sache zuständigen Bundespräsidenten Christian Wulff vor einem „politischen Schauprozess“ und drohte indirekt mit Klage gegen eine etwaige Entlassung.
In Verhandlungen unter Beteiligung des Bundespräsidialamtes wurde am 9. September 2010 erreicht, dass der Vorstand der Bundesbank die gegen ihn erhobenen Vorwürfe nicht mehr aufrechterhält, Sarrazin beim Bundespräsidenten um seine Amtsentbindung bittet und die Bundesbank ihr Entlassungsgesuch zurückzieht. Beide Vertragspartner einigten sich darauf, dass Sarrazin eine Pension in der Höhe erhält, wie sie ihm regulär ab 2014 zugestanden hätte, wäre der Vertrag nicht vorzeitig aufgelöst worden. Gegenüber dem ersten Pensionsangebot der Bundesbank für seine 17 Monate im Amt erhält Sarrazin tausend Euro mehr pro Monat, ausgelegt auf die gesamte ursprüngliche Vertragslaufzeit.
Politiker aus Regierung und Opposition begrüßten diese Vereinbarung. Regierungssprecher Steffen Seibert sagte, es sei gut, „dass es diese einvernehmliche Regelung jetzt gibt“, da nun die Bundesbank in Ruhe weiterarbeiten könne. Der Generalsekretär des Zentralrats der Juden in Deutschland, Stephan Kramer, sprach hingegen von einem „faulen Kompromiss“, der „eine Schande“ für das ganze Land sei. Es sei die Chance verpasst worden, mit einem Rauswurf Sarrazins eine klare Linie zu ziehen, dass solcher Rassismus in unserer Gesellschaft nicht tolerierbar sei.
Der Bund der Steuerzahler kommentierte: „Sollte der Abschied nun auch noch zusätzlich vergoldet werden, hat das nicht nur ein Geschmäckle, sondern das ist nicht in Ordnung.“ Die stellvertretende Bundesvorsitzende der Partei Die Linke, Katja Kipping, kritisierte: „Sarrazin wird durch Hetze reich und erhält dafür offenbar sogar noch Amtshilfe aus dem Bundespräsidialamt. Das ist ein goldener Handschlag in Raten.“

## Politische Positionen

### Finanzpolitische Standpunkte
In einem Interview mit der Frankfurter Allgemeinen Zeitung am 28. Januar 2012 sprach sich Sarrazin für eine ersatzlose Abschaffung des Länderfinanzausgleichs aus. Dieser sei ein ordnungspolitischer Fehler gewesen. Angesichts der weiter schwelenden Eurokrise vertrat er im Mai 2012 die Ansicht, „Europa könnte auch ganz gut ohne den Euro leben“. Der Euro werde nur dann dauerhaft funktionieren, wenn sich die anderen Länder in ökonomischen Fragen grundsätzlich wie Deutschland verhielten. Wenn zu erkennen sei, dass die anderen das nicht wollten, müsse man die Konsequenzen ziehen. Die Einführung des Euro sei ein Fehler gewesen und vor allem aufgrund des Wunsches des damaligen Bundeskanzlers Helmut Kohl, der damit einen Schritt in Richtung auf die politische Vereinigung Europas habe machen wollen, geschehen. Das sei aber „ein Akt der politischen Irreführung“ gewesen.

### Einwanderung
Sarrazin gehörte Anfang 2018 zu den Erstunterzeichnern einer Gemeinsamen Erklärung 2018, in der es heißt: „Mit wachsendem Befremden beobachten wir, wie Deutschland durch die illegale Masseneinwanderung beschädigt wird. Wir solidarisieren uns mit denjenigen, die friedlich dafür demonstrieren, dass die rechtsstaatliche Ordnung an den Grenzen unseres Landes wiederhergestellt wird.“ Neben Sarrazin unterzeichneten unter anderem Uwe Tellkamp, Eva Herman, Max Otte, Karlheinz Weißmann und Martin Semlitsch die Erklärung. Illustriert wird die Erklärung mit dem Foto eines Frauenmarsches. Nach Recherchen von Martin Machowecz gehöre Sarrazin neben Matthias Matussek, Monika Maron, Cora Stephan, Vera Lengsfeld und Junge-Freiheit-Chefredakteur Dieter Stein zu einer hinter dieser Erklärung stehenden Gruppe rund um deren Initiator Jörg Baberowski. Regelmäßiger Treffpunkt der Gruppe sei die Bibliothek des Konservatismus, deren Stiftungsvorstand Stein vorsitzt. Die Erklärung wurde auch deshalb als „erstaunliche Allianz bürgerlicher und nationaler Konservativer und neurechter Verschwörungstheoretiker“ aufgenommen. Bei einer Kundgebung auf dem Hambacher Schloss Anfang Mai 2018 attestierte die NZZ dem scharf formulierenden Sarrazin, unter den Rednern der Zurückhaltendste gewesen zu sein.

## Kontroversen
Die Thesen von Sarrazin finden sowohl bei seinen Buchveröffentlichungen als auch bei seinen Auftritten immer wieder mediale Aufmerksamkeit. Auch kommt es wiederholt zu Demonstrationen, zum Beispiel an Universitäten, wo vor allem politisch linke Gruppen bestimmte Veranstaltungen zu verhindern versuchen. So hat die Universität Siegen entsprechende Vorfälle zum Anlass für eine Stellungnahme genommen.

### Tipps für Hartz-IV-Empfänger und Positionen zur Altersversorgung
Im Februar 2004 plädierte Sarrazin in der Talkshow Sabine Christiansen dafür, das System der Beamtenpension alsbald auslaufen zu lassen. Die Pensionslasten des Staates müssten deutlich sinken. „Das wird eine harte Diskussion werden, da muss man aber ran“, meinte Sarrazin. Auch kritisierte er die Höhe der Pensionen. Die Zusatzversorgung der Angestellten des öffentlichen Dienstes sei zu kürzen und später ganz abzuschaffen. Zudem kündigte er an, dass Lehrer in Berlin künftig nicht mehr verbeamtet werden sollen.
Vorschläge Sarrazins zu einer Änderung der Berliner Sozial- und Bildungspolitik, insbesondere für Kürzungen im sozialen Bereich, waren oft von Protesten begleitet. Im Februar 2008 gab er Tipps, wie ALG-II-Empfänger sich für weniger als vier Euro pro Tag ernähren könnten. Kritik dazu kam vom Deutschen Caritasverband, dem Paritätischen Wohlfahrtsverband und der damaligen Berliner Sozialsenatorin Heidi Knake-Werner. Der CDU-Politiker und frühere Bundesminister für Jugend, Familie und Gesundheit, Heiner Geißler, stellte fest: „Die Fehler, Irreführungen und defizitären Argumente des Senators schreien zum Himmel und werfen ein schlechtes Licht auf die Berliner Finanzverwaltung.“ Man dürfe auch fragen, „ob ein Berliner Regierungsmitglied mit ‚Geiz ist geil‘-Parolen arme Leute folgenlos verhöhnen darf“. Wenn Massenarmut in Wut und Aggression umschlügen, trügen auch „politische Provokateure wie Sarrazin“ dafür die Verantwortung.
Im Mai 2009 sagte Sarrazin gegenüber dem Magazin Stern zum Umgang Arbeitsloser mit Energie: „‚Hartz-IV‘-Empfänger sind erstens mehr zu Hause; zweitens haben sie es gerne warm, und drittens regulieren viele die Temperatur mit dem Fenster.“ Das Sozialsystem müsse so geändert werden, „dass man nicht durch Kinder seinen Lebensstandard verbessern kann, was heute der Fall ist“. Vielmehr müsse die Politik dafür sorgen, dass nur diejenigen Kinder bekommen, die „damit fertig werden“. Die Rentenerhöhung vom Juli 2009 nannte er eine „völlig unsinnige Maßnahme“, stattdessen müsse die Bundesregierung die Bürger darauf vorbereiten, dass Altersbezüge „langfristig auf das Niveau einer Grundsicherung“ sinken werden. Der Sozialverband VdK Deutschland reagierte empört: „Es ist an Absurdität kaum zu übertreffen, dass man seinen Lebensstandard durch Kinder verbessern können soll. Diese Frauen brauchen mehr und nicht weniger staatliche Unterstützung für ihre Kinder – und keine zynischen Kommentare von Herrn Sarrazin.“

### Interview inLettre International
Heftige Reaktionen riefen Sarrazins Äußerungen zur Wirtschafts- und Migrationspolitik Berlins hervor, die im September 2009 in der Kulturzeitschrift Lettre International publiziert worden waren. Die Stadt sei belastet von zwei Komponenten: „der 68er-Tradition und dem Westberliner Schlampfaktor“. Berlin sei in seinen politischen Strömungen „nicht elitär aufgestellt, sondern in seiner Gesinnung eher plebejisch und kleinbürgerlich“. Große Teile der arabischen und türkischen Einwanderer seien weder integrationswillig noch integrationsfähig. Berlin habe besonders viele „Benachteiligte aus bildungsfernen Schichten“, und es gebe auch „keine Methode, diese Leute vernünftig einzubeziehen“. Es finde eine „fortwährende negative Auslese“ statt. Sarrazin forderte Elitenförderung und das „Auswachsen“ von „etwa zwanzig Prozent der Bevölkerung, die nicht ökonomisch gebraucht werden“. In diesem Zusammenhang schlug er unter anderem die komplette Streichung von Transferleistungen für Ausländer aus der „Unterschicht“ vor. Über die türkischen und arabischen Migranten äußerte er wörtlich:

„Die Türken erobern Deutschland genauso, wie die Kosovaren das Kosovo erobert haben: durch eine höhere Geburtenrate. […] Integration ist eine Leistung dessen, der sich integriert. Jemanden, der nichts tut, muss ich auch nicht anerkennen. Ich muss niemanden anerkennen, der vom Staat lebt, diesen Staat ablehnt, für die Ausbildung seiner Kinder nicht vernünftig sorgt und ständig neue kleine Kopftuchmädchen produziert. Das gilt für 70 Prozent der türkischen und 90 Prozent der arabischen Bevölkerung in Berlin.“

Nach scharfer Kritik aus der Bundesbank schrieb Sarrazin in einer persönlichen Mitteilung, die am 1. Oktober 2009 veröffentlicht wurde, er habe „die Probleme und Perspektiven der Stadt Berlin anschaulich beschreiben“, nicht aber einzelne Volksgruppen diskreditieren wollen. „Sollte dieser Eindruck entstanden sein, bedauere ich dies sehr und entschuldige mich dafür.“
Unterstützt wurden Sarrazins Interviewäußerungen unter anderem von Hans-Olaf Henkel, Ralph Giordano und der Sozialwissenschaftlerin und Islamkritikerin Necla Kelek. Der deutsche Altbundeskanzler Helmut Schmidt pflichtete Sarrazin in Bezug auf die Leistungen der deutschen Juden während der Weimarer Republik bei. Der innenpolitische Sprecher der NPD-Fraktion im Sächsischen Landtag, Andreas Storr, kommentierte: „Die Äußerungen von Thilo Sarrazin gehören zu den wenigen konstruktiven Vorschlägen, die ein Angehöriger der politischen und ökonomischen Eliten der BRD in den vergangenen Jahren zur Lösung der mit der Zuwanderung verbundenen Probleme gemacht hat.“ Ein Ausschluss der „in Deutschland lebenden Ausländer“ vom Bezug staatlicher Transferleistungen, „wie Sarrazin ihn vorschlägt“, würde Storrs Meinung nach nicht nur „zahlreiche Haushaltsprobleme lösen“, sondern auch „der Bildung von Parallelgesellschaften auf deutschem Boden einen Riegel vorschieben“. Storr bezeichnete es als „gutes Zeichen für Deutschland“, „wenn die neue Bundesregierung Thilo Sarrazin trotz seines SPD-Parteibuches zum Ausländerbeauftragten machen würde“. Eine „geordnete Rückführung der in Deutschland lebenden Ausländer in ihre Heimatländer“ könne dann „endlich in Angriff genommen“ werden. Michael Klonovsky vom Focus meinte im August 2010 rückblickend auf das Interview, Sarrazin habe es gewagt, „die Kollateralschäden der Umverteilung am Beispiel der heillos verschuldeten Hauptstadt zu benennen, in der eine wachsende arbeits- und integrationsunwillige Unterschicht die Partylaune des Oberbürgermeisters freilich nur in Maßen verdirbt“.
Kritik kam unter anderem vom damaligen Vorsitzenden des Innenausschusses des Deutschen Bundestages, Sebastian Edathy (SPD), dem Paritätischen Wohlfahrtsverband, der Dienstleistungsgewerkschaft ver.di und dem Politikwissenschaftler Gerd Wiegel. Arno Widmann, Feuilletonchef der Frankfurter Rundschau, meinte über Sarrazin: „Er reagiert nur hysterisch auf die Veränderung bundesrepublikanischer Verhältnisse. Er ist verrückt.“ Der Zeit-Journalist Christian Staas fühlte sich durch Sarrazins Interview-Äußerungen an rassenbiologische Schriften erinnert und bezeichnete die sozial- und bevölkerungspolitische Programmatik als „eugenisches Projekt“. Der Generalsekretär des Zentralrats der Juden in Deutschland, Stephan Kramer, nannte die Interview-Äußerungen Sarrazins auf einer gemeinsamen Pressekonferenz mit dem Bundesvorsitzenden der Türkischen Gemeinde in Deutschland, Kenan Kolat, „perfide, infam und volksverhetzend“. Die Analyse Sarrazins über Probleme der Unterschichten erinnere an die Untermenschen-Terminologie der Nazis. Kolat sprach von „stigmatisierend und menschenverachtend“. Urheber derartiger Sätze müssten von den Gerichten verfolgt werden. Er habe Axel Weber einen Brief geschrieben und um ein Gespräch gebeten. Dabei solle die Forderung nach einem Rücktritt Sarrazins nochmal „stärker formuliert“ werden.
Der Direktor des Berlin-Instituts für Bevölkerung und Entwicklung, Reiner Klingholz, kritisierte, vieles von dem, was Sarrazin behauptete, sei statistisch nicht belegbar, und nannte als Beispiel die These, dass 70 Prozent der türkischen und 90 Prozent der arabischen Bevölkerung Berlins den Staat ablehnten und in großen Teilen weder integrationswillig noch integrationsfähig seien. Konfrontiert mit dieser Kritik, äußerte Sarrazin einem SZ-Reporter gegenüber, wenn man keine Zahl habe, dann müsse „man eine schöpfen, die in die richtige Richtung weist. Und wenn sie keiner widerlegen kann, dann setze ich mich mit meiner Schätzung durch.“
Der Türkische Bund Berlin-Brandenburg (TBB) erstattete nach den Äußerungen Sarrazins in der Zeitschrift Lettre International Strafanzeige wegen Volksverhetzung und Beleidigung bei der Staatsanwaltschaft Berlin. Diese stellte das Verfahren jedoch ein. Eine Beschwerde des TBB wurde durch die Generalstaatsanwaltschaft zurückgewiesen. Im Juli 2010 legte der TBB daraufhin Beschwerde beim UN-Ausschuss für die Beseitigung der Rassendiskriminierung (CERD) ein.
Am 4. April 2013 veröffentlichte der CERD seine Rüge vom 26. Februar 2013 bezüglich der Beschwerde des TBB. Es wurde festgestellt, dass „das Fehlen einer effektiven Untersuchung der Äußerungen von Herrn Sarrazin durch die Staatsanwaltschaft“ einer Verletzung des Internationalen Übereinkommens zur Beseitigung jeder Form von Rassendiskriminierung gleichkam. Thilo Sarrazin habe im Lettre-Interview „die Ideologie rassischer Überlegenheit und von Rassenhass verbreitet“ und zu „rassistischer Diskriminierung angestiftet“. Die UN erwarte, dass Deutschland seine Politik und seine Verfahren hinsichtlich rassistischer Äußerungen überprüfe, die Ergebnisse des Ausschusses breit bekannt mache, insbesondere Staatsanwälten und Gerichten, und innerhalb von 90 Tagen einen Bericht der Bundesregierung zur Umsetzung der Empfehlung liefere. In einer Verbalnote der Bundesregierung an den Antirassismus-Ausschuss der UN wurden Anfang Juli 2013 Änderungen der Gesetzgebung zu rassistischen Äußerungen in Aussicht gestellt: „Die Bundesregierung prüft aktuell die deutsche Gesetzgebung zur Strafbarkeit rassistischer Äußerungen im Lichte der Äußerungen des Ausschusses.“ Die Bedeutung des Rechts auf freie Meinungsäußerung werde dabei zu berücksichtigen sein. Zwischenzeitlich hatte das Bundesjustizministerium die Berliner Staatsanwaltschaft aufgefordert, die Sach- und Rechtslage nochmals zu prüfen und dabei „alle Möglichkeiten“ zu nutzen, die Einstellung des Ermittlungsverfahrens gegen Thilo Sarrazin „zu überdenken“. Die Generalstaatsanwaltschaft Berlin gab im Juli 2013 bekannt, dass es im Ergebnis der Prüfung bei der Einstellung des Verfahrens geblieben sei.
Die Europäische Kommission gegen Rassismus und Intoleranz (ECRI) stellte eine Ähnlichkeit der Äußerungen Sarrazins mit jener fest, wegen der Jean-Marie Le Pen im Jahre 2004 zu 10.000 EUR Geldstrafe verurteilt worden war, und bewertete sowohl die Reaktion der deutschen Behörden als auch die der SPD als unzureichend. Zugleich unterstützte die Kommission die Rüge des CERD wegen Verletzung des Internationalen Übereinkommens zur Beseitigung jeder Form von Rassendiskriminierung.

### Erstes Parteiordnungsverfahren
Der SPD-Kreisverband Berlin-Spandau und die Abteilung Alt-Pankow betrieben wegen Sarrazins Interviewäußerungen in der Zeitschrift Lettre International ein Parteiordnungsverfahren wegen parteischädigenden Verhaltens gegen ihn. Auf der Grundlage eines wissenschaftlichen Gutachtens des Politikwissenschaftlers und Extremismusforschers Gideon Botsch vom Potsdamer Moses-Mendelssohn-Zentrum stuften sie die Interviewäußerungen als rassistisch und unvereinbar mit den Positionen der SPD ein. Gegenüber der SZ kritisierte Sarrazin, das Gutachten sei intellektuell und moralisch „so unsauber, so schleimig, so widerlich, dass jeder, der es anfasse, Gefahr laufe, sich zu beschmutzen“. Darüber hinaus griff er Botsch auch persönlich an. Mitte März 2010 wurden die Anträge gegen Sarrazin durch Urteil der Berliner SPD-Landesschiedskommission abgewiesen.

### Deutschland wird dümmer
Im Juni 2010 löste Sarrazin bei einer Veranstaltung der Arbeitskreise Schule-Wirtschaft der Unternehmerverbände Südhessen mit seiner These Widerspruch aus, dass der gesamtdeutsche Intelligenzdurchschnitt durch die Zuwanderung schlecht ausgebildeter Migranten sinke. Zuwanderer „aus der Türkei, dem Nahen und Mittleren Osten und Afrika“ wiesen weniger Bildung auf als Einwanderer aus anderen Ländern, und Einwanderer bekämen zudem mehr Kinder als Deutsche. Es gebe „eine unterschiedliche Vermehrung von Bevölkerungsgruppen mit unterschiedlicher Intelligenz“. Intelligenz werde von Eltern an Kinder weitergegeben, der Erbanteil liege bei fast 80 Prozent. Seine Thesen wurden von Bundeskanzlerin Angela Merkel und dem SPD-Parteivorsitzenden Sigmar Gabriel kritisiert, der Sarrazin den Austritt aus der SPD nahelegte.

### Deutschland schafft sich ab

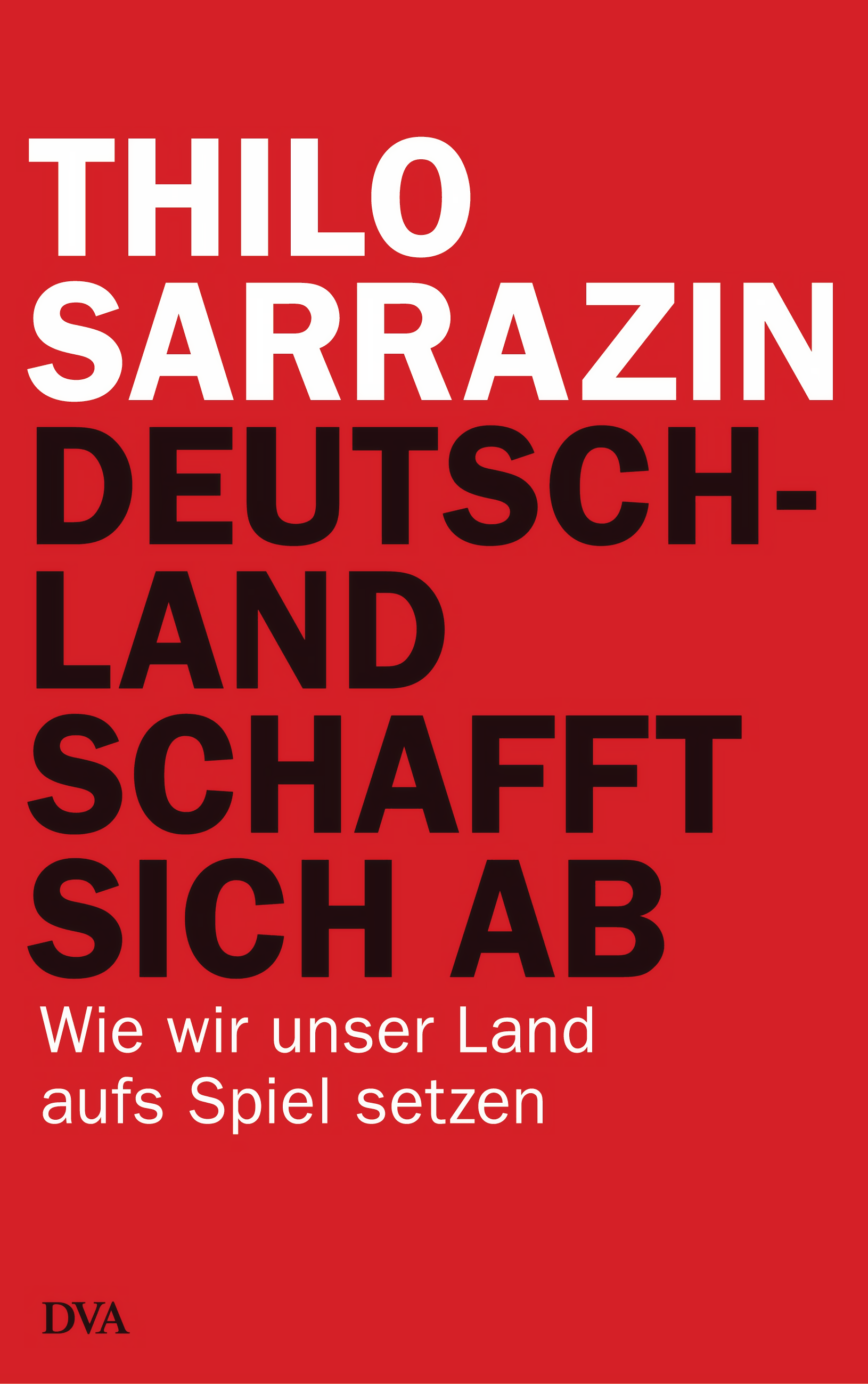
Umschlag der Erstausgabe von Deutschland schafft sich ab

Sarrazin beschreibt in seinem am 30. August 2010 erschienenen Buch Deutschland schafft sich ab die Folgen, die sich seiner Ansicht nach für Deutschland aus der Kombination von Geburtenrückgang, wachsender Unterschicht und Zuwanderung aus überwiegend islamisch geprägten Ländern ergeben würden. Sarrazins Thesen erzeugten ein erhebliches Echo in den Medien und der Politik.
Rund um die Buchveröffentlichung kam es zu verschiedenen Interviews und Talkshowauftritten. Die Berliner Morgenpost fragte Sarrazin, ob er der Meinung sei, dass es auch eine „genetische Identität“ der Völker gebe. Mit seiner Antwort, „[a]lle Juden teilen ein bestimmtes Gen, Basken haben bestimmte Gene, die sie von anderen unterscheiden“, rief Sarrazin weitgehend Widerspruch hervor. Stephan Kramer, Generalsekretär des Zentralrats der Juden in Deutschland, erwiderte: „Wer die Juden über ihr Erbgut zu definieren versucht, auch wenn das vermeintlich positiv gemeint ist, erliegt einem Rassenwahn, den das Judentum nicht teilt.“ Sarrazin erklärte in der Sendung Beckmann, er habe sich dabei auf den Artikel Abrahams Kinder im Tagesspiegel und einen Bericht der New York Times bezogen, die über neue Genforschungen berichteten. Derartige Studien ergaben, dass Juden aus verschiedensten Gegenden bestimmte Erbmerkmale teilen, also tatsächlich eine Abstammungsgemeinschaft bilden, die aber stark mit anderen Bevölkerungsgruppen durchmischt ist. In einer schriftlichen Erklärung zitierte er entsprechende Zeitschriften, Nature und American Journal of Human Genetics, und bedauerte, durch unpräzise Ausdrucksweise für Irritationen und Missverständnisse gesorgt zu haben. Am 1. September 2010 bezeichnete er in der Fernsehsendung hart aber fair seine Behauptung, alle Juden teilten ein bestimmtes Gen, als „Riesenunfug, was ich auch extrem bedauere. Ich habe aber nichts Falsches gesagt, sondern ich war dabei auszuführen, dass die Unterschiede der muslimischen Migranten zu anderen Migranten eben gerade keine ethnischen Ursachen haben, sie haben im Gegenteil kulturelle Ursachen.“ Er sei definitiv nicht der Ansicht, „dass es eine genetische Identität gibt“, und habe im Interview lediglich auf allgemeine genetische Ähnlichkeiten hinweisen wollen, wobei ihm die Juden als Erstes eingefallen seien. „Es war natürlich keine genetische Identität in dem Sinne, dass man sagt: Diejenigen, die irgendwo ein gemeinsames Gen teilen oder eine Gruppe von Genen teilen, sind von daher als Personen irgendwie identifiziert.“ Sarrazin bezeichnete es als „Dummheit“, die Äußerung im Interviewtext nicht nachträglich gestrichen zu haben, und es sei sein „Blackout“ gewesen, sich von der Zeitung „aufs Glatteis“ führen gelassen zu haben. Dennoch wurde die Aussage unter dem Stichwort Sarrazin-Gen diskutiert, das schließlich die Jury für das Wort des Jahres 2010 auf den dritten Platz ihrer Liste setzte.
Kritisiert wurde unter anderem auch Sarrazins Umgang mit Statistiken. So äußerte Berlins Innensenator Ehrhart Körting: „Er [Thilo Sarrazin] hatte immer eine Vorliebe für Statistiken. Aber er nutzt in der Integrationsdebatte nur jene, die ihm ins Feindbild passen.“ Die Psychologen Detlef Rost und Heiner Rindermann, deren Werke Sarrazin als Quellen angegeben hatte, bestätigten kurz nach Buchveröffentlichung, dass sich Intelligenzunterschiede von Menschen – abhängig von deren Alter und den Umweltbedingungen – „zu fünfzig bis achtzig Prozent durch genetische Faktoren aufklären lassen“, und bewerteten „die von Sarrazin angeführten Zahlen“, die sich auf die „Bedeutung der Genetik für Intelligenzunterschiede“ beziehen würden, als „korrekt“. Sarrazins Thesen seien, „was die psychologischen Aspekte betrifft, im Großen und Ganzen mit dem Kenntnisstand der modernen psychologischen Forschung vereinbar.“ Andreas Heinz, Direktor der Klinik für Psychiatrie und Psychotherapie an der Charité in Berlin, warf Sarrazin im August 2012 vor, dass er die „Erblichkeit der Intelligenz“ nach Fehlinterpretation der Quellen mit 80 Prozent deutlich zu hoch angesetzt habe und zudem für Türkeistämmige spezifische soziale Faktoren wie Armut oder Benachteiligung für die Erklärung von IQ-Werten unberücksichtigt ließ. Später führte Heinz aus, Sarrazin habe bei der Auswertung einer Tabelle Rosts eine Fußnote desselben übersehen oder unterschlagen und so fälschlicherweise gefolgert, dass die Erblichkeit 82 Prozent betragen würde. Rost selbst komme korrekterweise auf 52 Prozent Erblichkeit der IQ-Testleistung. Es sei erstaunlich, einen so kapitalen Fehler in der Mitte einer insgesamt kontroversen Diskussion zu finden. Völlig unverständlich aber sei, dass Rost und Rindermann in ihrer Stellungnahme zur wissenschaftlichen Korrektheit von Sarrazins Zahlen in der FAZ vom 7. September 2010 diesen Fehler nicht bemerkten oder nicht bemerkt haben wollten und Sarrazin bescheinigten, dass seine Zahlen im Großen und Ganzen richtig seien. Ähnlich wie bei der „Fabrikation der Bell Curve“ finde sich hier im Kern der Argumentation ein Vorgehen, „das man bestenfalls als Schlampigkeit und schlimmstenfalls als bewusste Täuschung bezeichnen“ müsse.

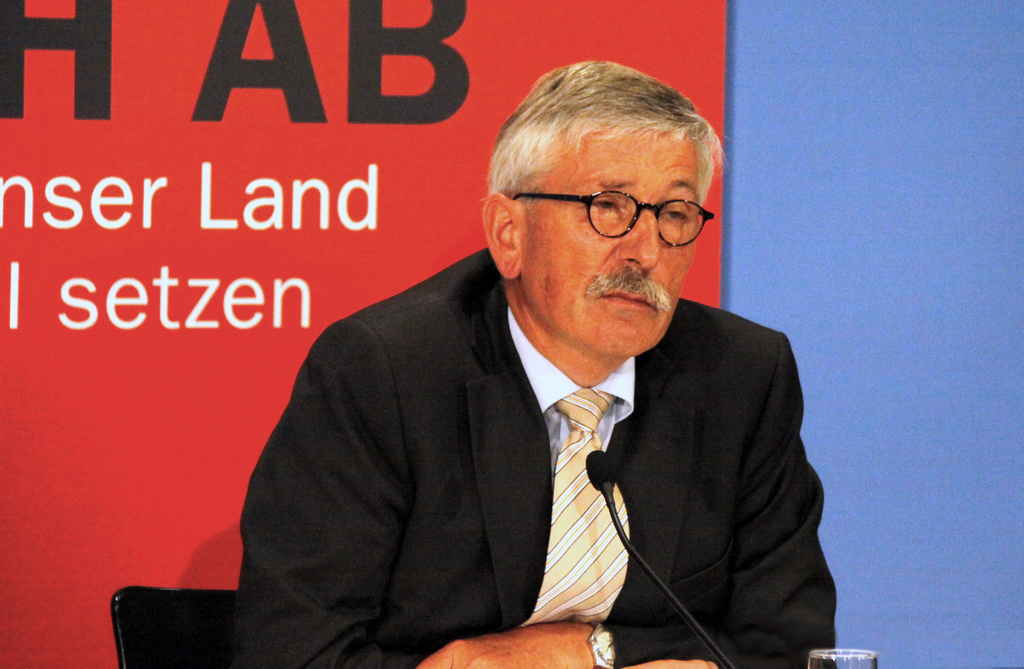
Sarrazin bei der Buchvorstellung von Deutschland schafft sich ab

Im Zuge der Kontroverse um das Buch gab Sarrazin seinen Posten als Bundesbankvorstand auf.
Nach Ansicht des Migrationsforschers Klaus Jürgen Bade habe sich die von Sarrazin angestoßene Debatte negativ auf die Stimmung der Einwanderer wie auch auf den Optimismus hinsichtlich Integration in der deutschen Bevölkerung ausgewirkt. So behauptete der Migrationsforscher, die Attraktivität Deutschlands nach außen habe durch die Äußerungen Sarrazins gelitten. In Umfragen sei zudem ein eklatanter Vertrauensverlust gegenüber Einwanderern zu diagnostizieren. Sarrazin habe Deutschland damit „ein doppeltes Eigentor beschert“. Bade sah in Sarrazin einen „als Aufklärer getarnten Brandstifter und Friedensbrecher in der Einwanderungsgesellschaft“.
Eine Auswertung von Media Control ergab, dass Deutschland schafft sich ab zu den meistverkauften Sachbüchern in gebundener Form (Hardcover) seit der Gründung der Bundesrepublik Deutschland gehört. Bis Anfang 2012 wurden über 1,5 Millionen Exemplare verkauft. Das Buch stand 2010 und 2011 insgesamt 21 Wochen lang auf Platz 1 der Spiegel-Bestsellerliste.

### Zweites Parteiordnungsverfahren
Im Zusammenhang mit den von Sarrazin vertretenen Thesen zur Bevölkerungs-, Bildungs- und Sozialpolitik wurde erneut ein Parteiordnungsverfahren gegen ihn mit dem Ziel des Parteiausschlusses aus der SPD angestrengt. 2010 hatte der SPD-Parteivorstand dazu einen eigenen Stab eingerichtet, Anwälte engagiert und einen Ausschlussantrag formuliert. Aufgrund des großen Zuspruchs für Sarrazin von der Basis sah sich die SPD-Generalsekretärin Andrea Nahles veranlasst, in einer ungewöhnlichen Aktion in einem Brief an alle Parteimitglieder die Position des Parteivorstands zu Sarrazins Thesen sowie die Notwendigkeit des angestrebten Parteiausschlusses zu begründen. Auch der SPD-Vorsitzende Sigmar Gabriel setzte sich persönlich für den Ausschluss Sarrazins ein. Am 16. September 2010 erklärte er in einem Zeit-Artikel anhand von ausgewählten Zitaten aus Deutschland schafft sich ab Sarrazins „hoffnungsloses Menschenbild“ und „[w]arum die SPD einen Thilo Sarrazin in ihren Reihen nicht dulden kann“: Sarrazin führe keine Integrations-, sondern eine Selektionsdebatte. Er greife dabei ganz offen auf Francis Galton zurück, allerdings ohne seine Leser darüber aufzuklären, wer das eigentlich sei. Der „Hobby-Eugeniker Sarrazin und seine medialen Helfershelfer“ seien dabei, Theorien der staatlichen Genomauswahl wieder „salon- und hoffähig“ zu machen. „Andere und Schlimmere“ würden sich noch darauf berufen. Wem es bei der Botschaft „neues Leben nur aus erwünschten Gruppen“ nicht kalt über den Rücken laufe, der habe wohl nichts begriffen. Thilo Sarrazin müsse sich entscheiden, ob er dafür wirklich in Anspruch genommen werden will. Die SPD jedenfalls wolle sich damit nicht in Verbindung bringen lassen.
In einem FAZ-Artikel vom 18. September 2010 bestritt Sarrazin die Vorwürfe energisch. Ihn mit dem Hinweis, er sei „Eugeniker“, politisch stigmatisieren zu wollen und ihm vorzuwerfen, er bereite „den Boden für Hassprediger im eigenen Volk“, sei „unzulässig und ehrabschneidend“. Wer heute über die Zukunft nachdenke „und dabei auch Fragen der Intelligenz, der Genetik und der Evolutionsbiologie anschneidet“, dem dürfe nicht „reflexhaft unterstellt“ werden, er wolle Menschen diskriminieren oder sie in ihren Rechten, Freiheiten und ihrer Würde beschränken. Über seine Thesen könne man streiten. „Der Versuch, demographische und bevölkerungspolitische Fragen aus dem politischen Diskurs zu verbannen“, führe aber nicht weiter. Die deutsche Sozialdemokratie solle sich diesen Fragen nicht verschließen.
Das Verfahren vor der Parteischiedskommission des Kreises Charlottenburg-Wilmersdorf, in dem Sarrazin von dem ehemaligen Hamburger Ersten Bürgermeister Klaus von Dohnanyi verteidigt wurde, wurde am 21. April 2011 nach einer ersten Anhörung und einer persönlichen Erklärung Sarrazins eingestellt. Er stellte darin fest, dass es „insbesondere nicht meiner Überzeugung [entspricht], Chancengleichheit durch selektive Förderungs- und Bildungspolitik zu gefährden; alle Kinder sind als Menschen gleich viel wert“. Zudem bekannte er sich ausdrücklich zu den Grundsätzen der Sozialdemokratie. Gleichzeitig widerrief oder relativierte er nach eigenen Aussagen „keine einzige Zeile“ aus seinem Buch. Einen Austritt aus der SPD zog er nicht in Erwägung, da sich seit seinem Eintritt 1973 in die Partei die Gründe für diesen Schritt nicht verändert hätten und da das Scheitern des Parteiausschlusses in der Öffentlichkeit als Bestätigung gewertet werde, dass seine Thesen den Statuten und Grundwerten der SPD nicht widersprächen.
Diese „gütliche Einigung“ wurde in den Medien als Rückzug und Desaster für den SPD-Vorstand, Zeichen einer erheblichen Verunsicherung der Partei und auch als persönliche Niederlage für Gabriel und Nahles gewertet. Unmittelbar im Anschluss äußerten SPD-Politiker, darunter SPD-Präsidiumsmitglied Ralf Stegner, der stellvertretende Vorsitzende der SPD-Fraktion im Saarland, Ulrich Commerçon, der Juso-Bundesvorsitzende Sascha Vogt und der bayerische Juso-Landesvorsitzende Philipp Dees Unverständnis für die Verfahrenseinstellung und den Verbleib Sarrazins in der SPD. Der Bundestagsabgeordnete Sebastian Edathy drohte Sarrazin, falls dieser „sich erneut biologistisch äußern [sollte], wäre sein Ausschluss aus der SPD unumgänglich“. Aus dem Berliner Landesverband, der kurz vor dem Wahlkampf stand, wurde über starke Proteste von der Basis und erste Parteiaustritte berichtet.
Erleichterung über den Verfahrensausgang bekundete hingegen der SPD-Fraktionsvorsitzende Frank-Walter Steinmeier. Auch der prominente Berliner SPD-Bezirks-Bürgermeister von Neukölln und Sarrazin-Fürsprecher Heinz Buschkowsky sprach von einem „Sieg der Vernunft“ und meinte, dass sich „alle bewegt [haben]. Thilo hat gesagt, er will jetzt lieb sein. Na ja, das Eis ist dünn. Aber wir sollten uns jetzt lieber um die Lösung von Integrationsproblemen kümmern.“ Alt-Bundeskanzler Helmut Schmidt äußerte in einem Interview bei Menschen bei Maischberger am 14. Dezember 2010, dass das Parteiausschlussverfahren gegen Sarrazin „richtiger Unfug“ gewesen sei. Manches von dem, was Sarrazin an Problemen dargestellt habe, sei „richtig gesehen“, „mit Recht angesprochen“ und habe „eine Diskussion ausgelöst, die dringend notwendig war“, anderes sei „übertrieben“. Sein Fehler sei vor allem gewesen, dass er „Vererbung in einen Topf geworfen [habe] mit kultureller Tradition“.

### Eugenik und Biologisierung des Sozialen
Sarrazins bevölkerungstheoretische Thesen und Forderungen sind in der Bundesrepublik unter anderen von Haller/Niggeschmidt (2012) als ein Anknüpfen an Traditionen der politischen Eugenik bzw. der Rassenhygiene (Niephaus, 2012) und insofern als Bruch eines Tabus (Hentges, 2010) beschrieben worden.
Peter Weingart bejahte 2012 die Frage „Ist Sarrazin Eugeniker?“. Festgestellt wurde, dass Thilo Sarrazin seine zentrale Argumentation in Deutschland schafft sich ab auf die Grundthesen bzw. Prämissen des Eugenikers Francis Galton aufbaue, den er als Begründer der frühen Intelligenzforschung bezeichne, und vor diesem Hintergrund bevölkerungspolitische Forderungen nach schichtspezifischen „Gebäranreizen“ aufstelle. „Mehr Kinder von den Klugen, bevor es zu spät ist“ sei seine programmatische Forderung. Veronika Lipphardt schrieb im Freitag 2010 dazu: „Hätte Sarrazin nicht selbst darauf bestanden, Eugeniker und Rassenbiologen des frühen 20. Jahrhunderts zu zitieren, dann würden seine Thesen nicht unbedingt darauf hinweisen, dass er althergebrachten rassenbiologischen oder eugenischen Theorien anhängt.“ Das Ziel der Eugenik-Theorien im England des späten 19. Jahrhunderts sei gewesen, „das obere Viertel der Normalverteilung der ‚Intelligenz‘ zur Fertilität anzuregen und die Fertilität des unteren Viertels zu stoppen. Dabei dachte Galtons Eugenik noch nicht an radikale Forderungen wie es die Kastration […] oder gar die ‚Euthanasie‘ für ‚Idioten‘ und ‚Imbezille‘ in Nazideutschland waren – wohl aber an Heiratsverbote, wie sie Sarrazin ebenfalls vorschweben“, argumentierte Jürgen Link 2011. Ausgehend von den Thesen aus Sarrazins Buch Deutschland schafft sich ab beschäftigte sich 2012 die III. Internationale Hartheim-Konferenz mit der Frage, ob und wieweit biologische Deutungsmuster sozialer Gegebenheiten in der Gesellschaft auf dem Vormarsch seien. Phänomene wie soziale Schichtung, Intelligenz oder Integration von Migranten in die Aufnahmegesellschaften würden – so die These der Hartheim-Konferenz – wieder vermehrt auf die Biologie, das heißt auf die Annahme genetisch bedingter Verhaltensweisen, zurückgeführt. Danny Oestreich zeigte im Jahre 2014 weitere Verbindungen zwischen dem frühen englischen Sozialdarwinismus und Sarrazins Thesen zur Bevölkerungsentwicklung auf. Sarrazin übertrage das darwinsche Prinzip der Zuchtwahl auf den Menschen, kritisiert Oestreich.
Auch Christoph Butterwegge kritisiert in seinem Essay Salonrassismus. Eine ideologische Reaktion auf die Angst vor dem sozialen Abstieg, dass Sarrazin die Unterschiede zwischen biologistischem und kulturalistischem Rassismus verwische. Bei Sarrazin gebe es einen doppelten, „dualen“ oder hybriden Rassismus, den der Autor als widersprüchlich charakterisiert. Die Herausgeberin des Tagungsbandes, Gudrun Hentges, ordnet Sarrazin unter dem Themenschwerpunkt Rassismus der Eliten ein. In ihrem Beitrag Zwischen „Rasse“ und Klasse. Rassismus der Eliten im heutigen Deutschland prüft sie Sarrazins Ideologie. Ausgehend von Albert Memmis weithin anerkanntem Rassismusbegriff findet Hentges, dass diese als „rassistisch“ zu bezeichnen sei. Ferner untersucht die Politologin, dabei anknüpfend an Robert Miles, ideologische Verbindungsglieder zwischen Rassismus und Sexismus, zwischen Rassismus und Nationalismus sowie die Verschränkung von Rasse- und Klassediskursen am Beispiel Sarrazins.

### Europa braucht den Euro nicht

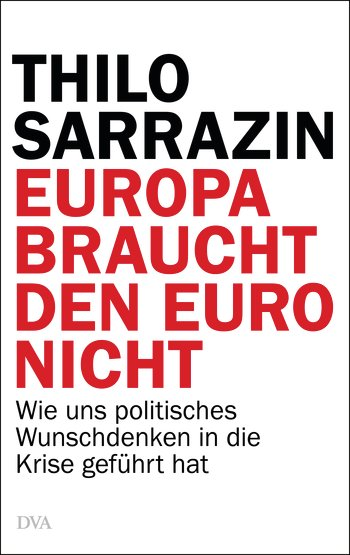
Buchumschlag der Erstausgabe von Europa braucht den Euro nicht

In seinem im Mai 2012 erschienenen Buch Europa braucht den Euro nicht sieht Sarrazin die einzige langfristige Chance für Europa in einem „Kontinent der Nationalstaaten, der seine Kräfte dort bündelt, wo es zweckmäßig ist, und dort individuelle Flexibilität lässt, wo das einzelne Land dies wünscht“. Der Euro sei jedoch ein Zwangskorsett, wodurch „aus der Krise des Währungssystems eine Legitimitätskrise des politischen Systems“ entstehe. Sarrazin nimmt außerdem Bezug auf eine Aussage von Helmut Schmidt, der eine Verbindung zwischen dem Euro und Deutschlands Schuld am Zweiten Weltkrieg gezogen hatte. Über die Befürworter von Eurobonds unter SPD, den Grünen und der Linkspartei schreibt er:

„Sie sind außerdem getrieben von jenem sehr deutschen Reflex, wonach die Buße für Holocaust und Weltkrieg erst endgültig getan ist, wenn wir all unsere Belange, auch unser Geld, in europäische Hände gelegt haben.“

Sarrazin meint, wenn dies bei den Überlegungen der politisch Handelnden tatsächlich eine Rolle spielen sollte, müsse das offengelegt und sorgfältig von anderen Argumenten bezüglich der Gemeinschaftswährung getrennt werden.
Der damalige Bundesfinanzminister Wolfgang Schäuble (CDU) kritisierte Sarrazin mit den Worten: „Seine Methode, so zu tun, als ob es Denk- oder Sprechverbote in Deutschland zu bestimmten Themen gibt, gegen die er dann verstößt, hat etwas sehr Kalkulierendes. Und ist dann auch noch unsinnig.“ Auch Politiker der SPD und der Grünen kritisierten die Thesen des Buches und warfen Sarrazin „Geschichtsvergessenheit und Geschichtsblindheit“, „D-Mark-Chauvinismus“ und „nationalistische und reaktionäre“ Thesen vor. Henryk M. Broder kommentierte in der Welt: „Weil er die deutsche Europa-Politik mit der Buße für den Holocaust begründet, wird Thilo Sarrazins neues Buch verdammt, bevor es gelesen wurde.“ Sarrazin leiste sich „den Luxus eigener Gedanken. Möglich, dass er gelegentlich spinnt. Man kann ihn dafür kritisieren, ihm aber das Wort verbieten zu wollen, zeugt von einer totalitären Gesinnung seiner Kritiker, die ansonsten bei jeder Gelegenheit für den ‚Dialog der Kulturen‘ ohne Vorbedingungen plädieren.“
Der Wirtschaftsprofessor Stefan Homburg stellte das Buch in Berlin vor. Er bezeichnete es als „aufklärerisch“ und reich an informativen Fakten zum Euro. Es beinhalte „keine steilen Thesen“.
Der FAZ-Wirtschaftsjournalist Philip Plickert schrieb eine wohlwollende Rezension des Buches unter dem Titel Ein preußischer Europäer. Sarrazin schreibe „mehr Vernünftiges als viele seiner Kritiker“: „Seine volkswirtschaftlichen Analysen sind fundiert, sie enthalten vernünftige, faktenbasierte Argumente und rechtfertigen keine hysterische Kritik (etwa von Politikern, die Auftrittsverbote im öffentlich-rechtlichen Rundfunk forderten). Über einige Interpretationen werden Ökonomen streiten können und müssen.“

### Unterlassungsklagen gegen dietaz
Am 12. September 2012 scheiterte Sarrazin mit einem Antrag beim Oberlandesgericht Frankfurt am Main, der Zeitung die tageszeitung (taz) durch eine einstweilige Verfügung verbieten zu lassen, die folgende Äußerung weiter zu verbreiten: „Sarrazin wird inzwischen von Journalisten benutzt wie eine alte Hure, die zwar billig ist, aber für ihre Zwecke immer noch ganz brauchbar, wenn man sie auch etwas aufhübschen muss… fragt sich nur, wer da Hure und wer Drübersteiger ist?“ Das OLG sah die Grenze zur unzulässigen Schmähkritik noch nicht überschritten.
Im November 2012 wurde auf taz Online in der Kolumne Der Ausländerschutzbeauftragte von Deniz Yücel bezüglich der Person „Thilo S.“ der Wunsch ausgedrückt, „der nächste Schlaganfall möge sein Werk gründlicher verrichten“. (Sarrazin hatte nie einen Schlaganfall.) Der Deutsche Presserat rügte dies als Verstoß gegen den Pressekodex, Ziffer 1. Moniert wurde, jemandem eine schwere Krankheit oder Schlimmeres zu wünschen, gehe über eine kritische Meinungsäußerung weit hinaus und sei unvereinbar mit der Menschenwürde. Das Landgericht Berlin befand im August 2013, dass die taz Sarrazin wegen schwerer Verletzung des Persönlichkeitsrechtes im Zusammenhang mit der Kolumne 20.000 Euro Entschädigung zu zahlen habe. Zudem wurde die Auflage erteilt, die Äußerungen nicht zu wiederholen.

### Compact-Konferenz
Sarrazin war am 23. November 2013 in Leipzig ein Redner der „Compact-Konferenz für Souveränität“. Im Vorfeld dieser Veranstaltung forderte der Vorsitzende der SPD in Schleswig-Holstein, Ralf Stegner, Sarrazin deswegen zum Austritt aus der SPD auf. Wegen der Teilnahme an der Veranstaltung verübten Mitglieder einer linksautonomen „Initiative gegen Rassismus und Homophobie“ einen Farbanschlag auf Sarrazins Haus in Berlin. In einem im Internet veröffentlichten Bekennerschreiben begründeten sie, die Konferenz unter dem Motto „Werden Europas Völker abgeschafft?“ sei „rassistisch, antifeministisch und homophob“.

### Der neue Tugendterror
In seinem im Februar 2014 erschienenen Buch Der neue Tugendterror. Über die Grenzen der Meinungsfreiheit in Deutschland legte Sarrazin seine zuvor schon in diversen Vorträgen vertretene Position dar, in Deutschland schränke ein „Gleichheitswahn“ die Meinungsfreiheit ein. Zu den „Axiomen des Tugendwahns“ gehöre das Axiom „Das klassische Familienbild hat sich überlebt. Kinder brauchen nicht Vater und Mutter“, womit er die gleichgeschlechtliche Ehe kritisiert. Der „Gleichheitswahn“ führe zum „Tugendterror“, wie er sich in der Französischen Revolution und im Stalinismus zeige. Die „Vorstellungen der 68er“ seien „marxistisch“. Sie stünden damit ebenfalls in der Tradition dieses „Tugendterrors“. Eine links von der Mehrheit stehende „Medienklasse“ bediene sich der Sprache einer „politischen Korrektheit“, die Sarrazin im Kapitel „Dekadenz der Sprache – Dekadenz des Denkens“ unter Rückgriff auf George Orwells Roman 1984 erklärt.

### Feindliche Übernahme
Nach einem Streit über den Erscheinungstermin sowie über ein Kapitel seines Buchs Feindliche Übernahme: Wie der Islam den Fortschritt behindert und die Gesellschaft bedroht kündigte die Verlagsgruppe Random House ihren bestehenden Vertrag mit Sarrazin. Auf seine gerichtliche Klage hin bestätigte die Verlagsgruppe vor dem Landgericht München, dass Sarrazin sich nicht, wie von ihr behauptet, einer gutachterlichen Prüfung des Buchs verweigert habe. Das Buch erschien Ende August 2018 im FinanzBuch Verlag der Münchner Verlagsgruppe, die zu Bonnier Media Deutschland gehört. In der 37. Kalenderwoche 2018 erreichte der Titel auf Anhieb Platz 1 der „Spiegel-Bestsellerliste“. Anlässlich der Buchveröffentlichung fragte der Stern-Journalist Arno Luik, ob nach Sarrazins Ansicht schiffbrüchige Flüchtende im Mittelmeer ertrinken sollten. Sarrazin antwortete:
„Je geringer der Pullfaktor ist, desto weniger Menschen ertrinken im Mittelmeer. Der durch Angela Merkel erzeugte Pullfaktor hat die Zahl der Ertrinkenden nach oben getrieben. Die Menschen gehen nicht mehr aufs Mittelmeer, wenn sie wissen, dass es auf der anderen Seite nichts für sie zum Holen gibt. Wenn dieses Wissen da ist, ertrinkt auch keiner mehr.“

### Drittes Parteiordnungsverfahren und Ausschluss aus der SPD
Am 17. Dezember 2018 beschloss der SPD-Parteivorstand, ein drittes Parteiordnungsverfahren gegen Sarrazin einzuleiten. SPD-Generalsekretär Lars Klingbeil teilte mit, Grundlage für die Entscheidung sei der Bericht einer Untersuchungskommission zu Sarrazins zuvor getätigten Äußerungen und Veröffentlichungen. Die Kommission sei zu dem Schluss gekommen, „dass Sarrazin Thesen propagiert, die mit den Grundsätzen der SPD unvereinbar sind, und der Partei schweren Schaden zufügt“. Sarrazin hatte zuvor erklärt, er fühle sich in der SPD „nach wie vor gut aufgehoben“. Im Juni 2019 wurde über den Antrag der Parteispitze verhandelt, am 11. Juli 2019 gab die Parteischiedskommission Charlottenburg-Wilmersdorf dem Antrag auf Parteiausschluss statt. Gegen die Entscheidung legte Sarrazins Anwalt Berufung vor der Landesschiedskommission ein. Am 23. Januar 2020 bestätigte diese den Ausschluss. Sarrazin kündigte daraufhin an, die Entscheidung vor der Bundesschiedskommission anzufechten. Am 31. Juli 2020 hat die Bundesschiedskommission der SPD Sarrazin wirksam aus der SPD ausgeschlossen. Thilo Sarrazin ist seit diesem Tag nicht mehr Mitglied der SPD. Zum Schutz des Ansehens und der Glaubwürdigkeit der SPD sei der verhängte Parteiausschluss rechtmäßig, da Sarrazin erheblich gegen die Grundsätze und die Ordnung der Partei verstoßen und ihr damit Schaden zugefügt habe. Gegen die Entscheidung ist eine zivilrechtliche Klage möglich, in der Sarrazin der SPD einen Verfahrensfehler nachweisen müsste. Bis zu einer gerichtlichen Überprüfung ist Sarrazin kein SPD-Mitglied. Sarrazin kündigte eine solche Klage vor dem Landgericht Berlin an. Im Juli 2020 wurde bekannt, dass Sarrazin seinen Parteiausschluss doch nicht vor Gericht anfechten wolle. Er habe sich die Frage gestellt, ob er als junger Mann in die heutige SPD eingetreten wäre. „Die Antwort ist ein klares und eindeutiges Nein.“ Darum habe er entschieden, nicht mehr weiter gegen den Ausschluss vorzugehen, berichtete die dpa.
Nach dem russischen Überfall auf die Ukraine kritisierte Sarrazin 2022 das nach seiner Sicht zögerliche Ausschlussverfahren gegenüber Altkanzler Schröder wegen dessen Nähe zu Wladimir Putin. Anscheinend sei Kritik am Islam für die SPD schlimmer „als die Unterstützung für einen brutalen Diktator wie Putin“, sagte Sarrazin der Bild. Für ihn stehe fest, „dass in meinem Fall und im Fall Gerhard Schröders die Entscheidung nicht ohne Abstimmung mit Parteivorstand und Parteivorsitz zustande gekommen“ sei.

## Veröffentlichungen
- Ökonomie und Logik der historischen Erklärung. Zur Wissenschaftslogik der New Economic History. Verlag Neue Gesellschaft, Bonn 1974, ISBN 3-87831-178-8 (Zugl.: Bonn, Univ., Diss., 1973 u.d.T.: Logik der Sozialwissenschaften an den Grenzen von Nationalökonomie und Geschichte: Die New Economic History).
- Krise und Planung in marxistischer Sicht: Das Beispiel Habermas. In: Hamburger Jahrbuch für Wirtschafts- und Gesellschaftspolitik. 19, 1974, S. 293–318 (zusammen mit Manfred Tietzel).
- Investitionslenkung: „Spielwiese“ oder „vorausschauende Industriepolitik?“ Bonn-Bad Godesberg 1976 (als Herausgeber).
- Kritischer Rationalismus und Sozialdemokratie I/II. Bonn 1975/1976 (als Mitherausgeber).
- Theorie und Politik aus kritisch-rationaler Sicht. Bonn 1978 (als Mitherausgeber).
- Beiträge zur Sozialpolitik. Bonn 1978 (als Herausgeber).
- Der Euro: Chance oder Abenteuer? Bonn 1997.
- Reform der Finanzverfassung. Bonn 1998.
- Der Euro. Bonn 1998.
- Ansatzpunkte für eine europäische Arbeitsmarkt- und Beschäftigungspolitik. Bonn 1999.
- Gestaltung der Zukunftsfähigkeit Berlins in Zeiten knapper Kassen. Berlin 2004.
- Regionale bzw. kommunale Entwicklungen im Bereich der Wohnungs- und Städtebaupolitik. Domus, Berlin 2007, ISBN 978-3-87169-543-8.
- Freiherr-vom-Stein-Gesellschaft e. V. (Hrsg.): Neue Wege zu einer angemessenen Finanzverteilung im Bundesstaat. Münster 2008, DNB 992175445.
- Deutschland schafft sich ab: Wie wir unser Land aufs Spiel setzen. Deutsche Verlags-Anstalt, 2010, ISBN 978-3-421-04430-3. (Platz 1 der Spiegel-Bestsellerliste vom 13. September 2010 bis zum 6. Februar 2011)
- Europa braucht den Euro nicht. Wie uns politisches Wunschdenken in die Krise geführt hat. 1. Auflage. Deutsche Verlags-Anstalt, München 2012, ISBN 978-3-421-04562-1. (Platz 1 der Spiegel-Bestsellerliste vom 4. bis zum 24. Juni 2012)
- Der neue Tugendterror. Über die Grenzen der Meinungsfreiheit in Deutschland. 1. Auflage. Deutsche Verlags-Anstalt, München 2014, ISBN 978-3-421-04617-8. (Platz 1 der Spiegel-Bestsellerliste vom 10. bis zum 23. März 2014)
- Wunschdenken. Europa, Währung, Bildung, Einwanderung – warum Politik so häufig scheitert. 1. Auflage. Deutsche Verlags-Anstalt, München 2016, ISBN 978-3-421-04693-2.[180] (Platz 1 der Spiegel-Bestsellerliste vom 30. April bis zum 20. Mai 2016)
- Feindliche Übernahme. Wie der Islam den Fortschritt behindert und die Gesellschaft bedroht. 1. Auflage. FinanzBuch Verlag, München 2018, ISBN 978-3-95972-162-2.
- Der Staat an seinen Grenzen: Über Wirkung von Einwanderung in Geschichte und Gegenwart. 1. Auflage. Langen Müller Verlag, Stuttgart 2020, ISBN 978-3-7844-3572-5.
- Der neue Tugendterror: Über die Grenzen der Meinungsfreiheit in Deutschland. 1. Auflage. Langen Müller Verlag, Stuttgart 2021, ISBN 978-3-7844-3591-6.
- „Wir schaffen das“: Erläuterungen zum politischen Wunschdenken. 1. Auflage. Langen Müller Verlag, Stuttgart 2021, ISBN 978-3-7844-3613-5.[181][182]
- Die Vernunft und ihre Feinde: Irrtümer und Illusionen ideologischen Denkens. 1. Auflage. Langen Müller Verlag, Stuttgart 2022, ISBN 978-3-7844-3641-8.[183]
- Deutschland auf der schiefen Bahn. Wohin treibt unser Land? 1. Auflage. Langen Müller Verlag, Stuttgart 2024, ISBN 978-3-7844-3717-0.
- Deutschland schafft sich ab. Die Bilanz nach 15 Jahren. Langen Müller Verlag, München 2025, ISBN 978-3-7844-3732-3.

## Auszeichnung
Im November 2012 erhielt Sarrazin den von der Verlagsgruppe „markt intern“ gestifteten Deutschen Mittelstandspreis. In der Begründung hieß es, man zeichne Sarrazin wegen seiner publizistischen Auseinandersetzung mit der Eurokrise aus, die auch vor unbequemen Wahrheiten und Repressalien „seiner“ SPD nicht zurückschrecke. Er habe die Konstruktionsfehler des Euro fundiert und allgemeinverständlich herausgearbeitet und klar formulierte Handlungsalternativen zur Lösung der Krise aufgezeigt.